# Base Joconde
La base Joconde es una base de datos gestionada por el Ministerio de Cultura de Francia, con un catálogo enumerando las colecciones de los museos franceses. Fue creada en 1975 y es accesible a través de internet desde el año 1995.
Toma el nombre de la Mona Lisa o La Gioconda (en francés La Joconde), pintada por Leonardo da Vinci en el siglo XVI y expuesto en el Museo del Louvre en París.